# Manoir de Fellman
Le Manoir de Fellman (finnois : Fellmanin kartano) est un bâtiment situé dans le quartier de Kartano à Lahti en Finlande. 

## Présentation
L'édifice, de style hollandais, est conçu par l'architecte Hjalmar Åberg et construit pour le capitaine August Fellman en 1898.
Il est situé entre le centre de Lahti et le lac Pikku-Vesijärvi.
À l'est du manoir se trouve une fontaine avec la sculpture Aïno, sculptée de 1909 par Emil Wikström. D'abord érigée à Helsinki, la statue sera transférée à Lahti en 1949.
De nos jours, le manoir abrite le musée historique de Lahti (fi).
En 1918, le domaine du manoir Fellman s'étendait jusqu'à l'actuel parc de Fellman.
Depuis son acquisition par la ville, l'école professionnelle de Lahti devenue l'actuelle université des sciences appliquées de Lahti, la piscine couverte de Lahti et la maison de sport de Lahti ont été construits sur les anciens terrains du manoir de Fellman.

## Histoire
Le 13 avril 1903, une réunion de constitutionnalistes a lieu au manoir de Fellman Mansion.
A cette occasion, Kaarlo Juho Ståhlberg, August Fellman, Pehr Evind Svinhufvud, Jonas Castrén, Berndt Ossian Procopé,  Carl Mannerheim ainsi que 171 autres juristes majoritairement constitutionnalistes sont réunis pour décider de la manière de s'opposer à la mise en œuvre du manifeste de février dans le  Grand-Duché de Finlande.
En conséquence de cette réunion, August Fellman devra s'exiler pendant deux ans.

## Statue de Aïno par Emil Wikström

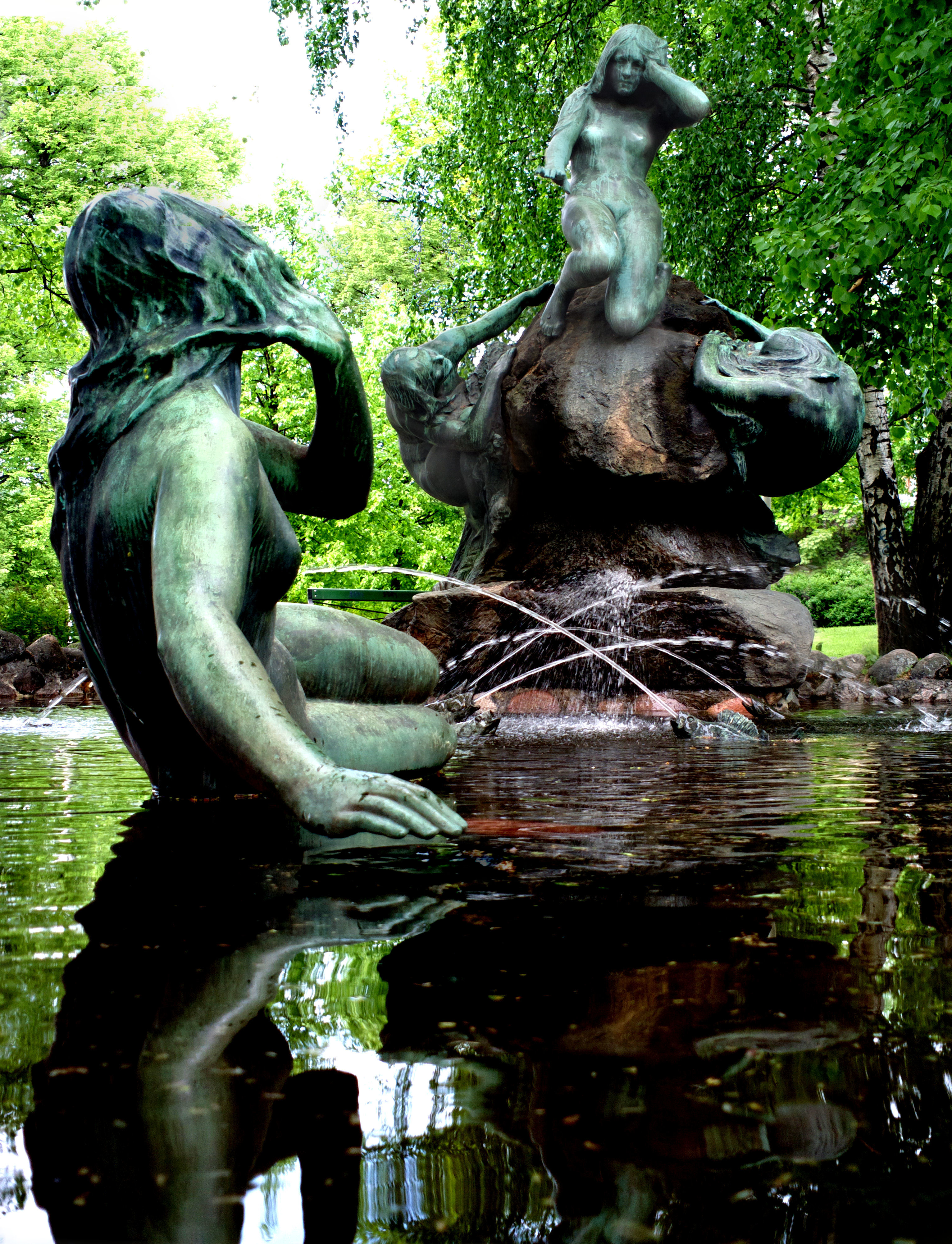
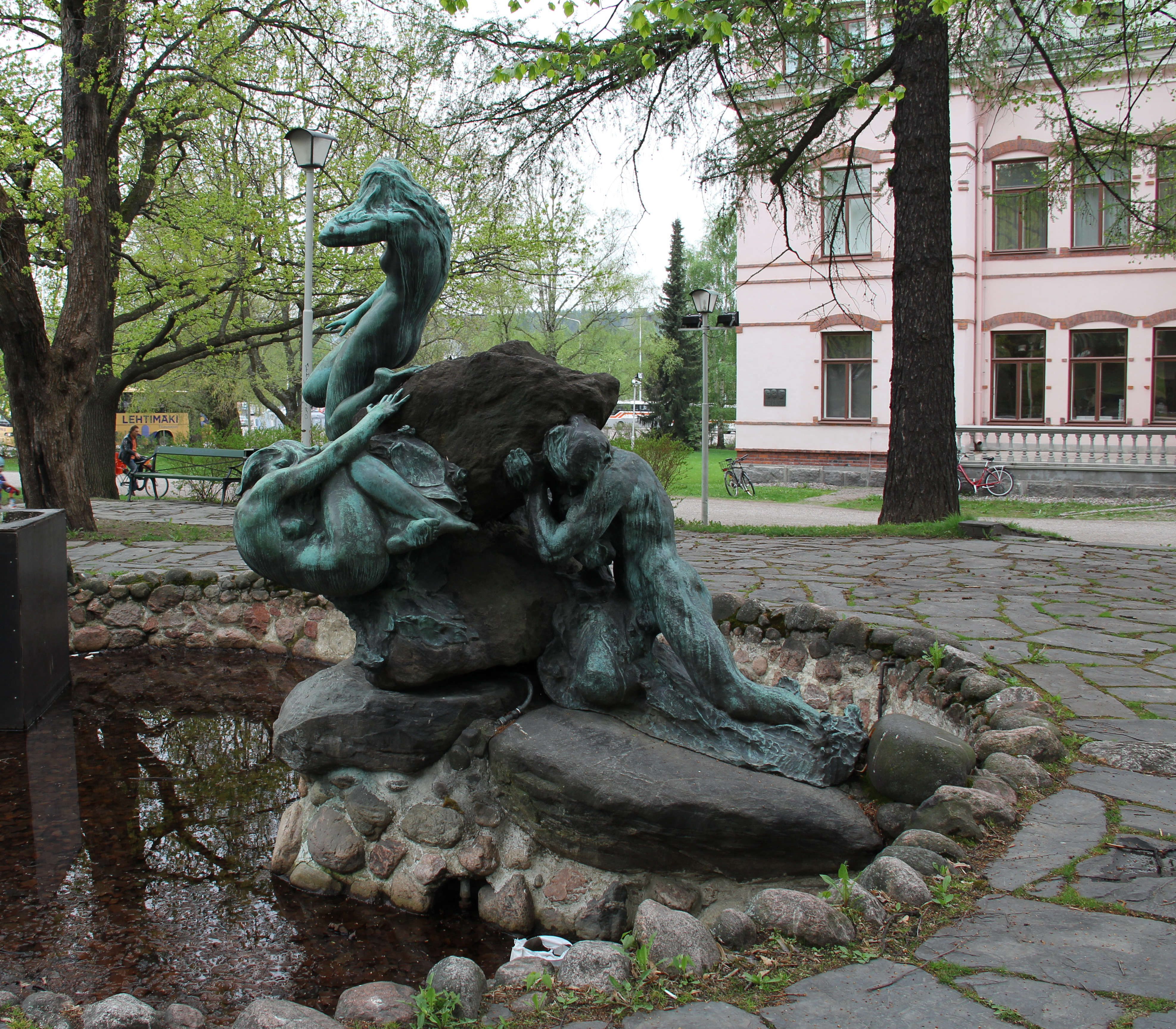
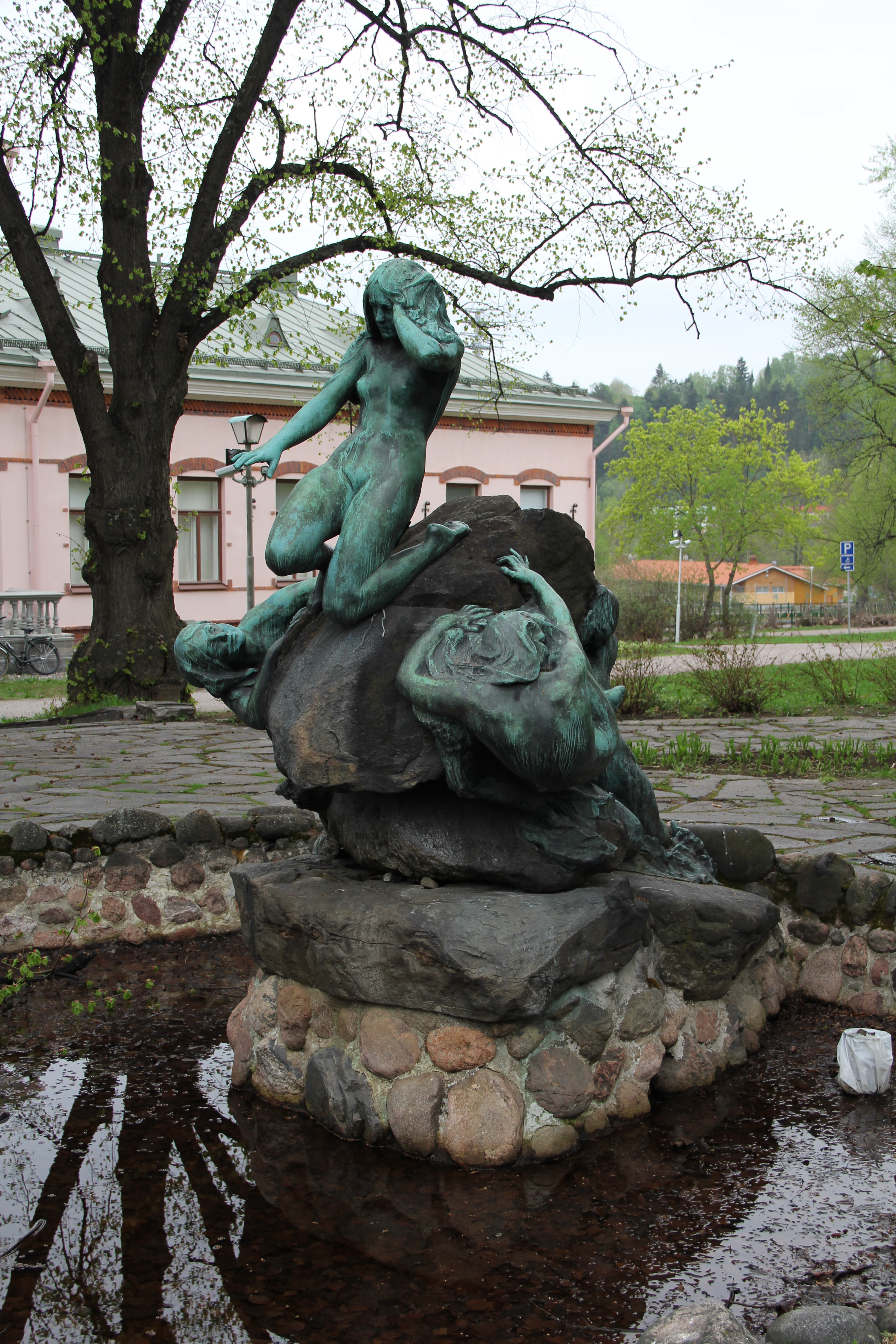
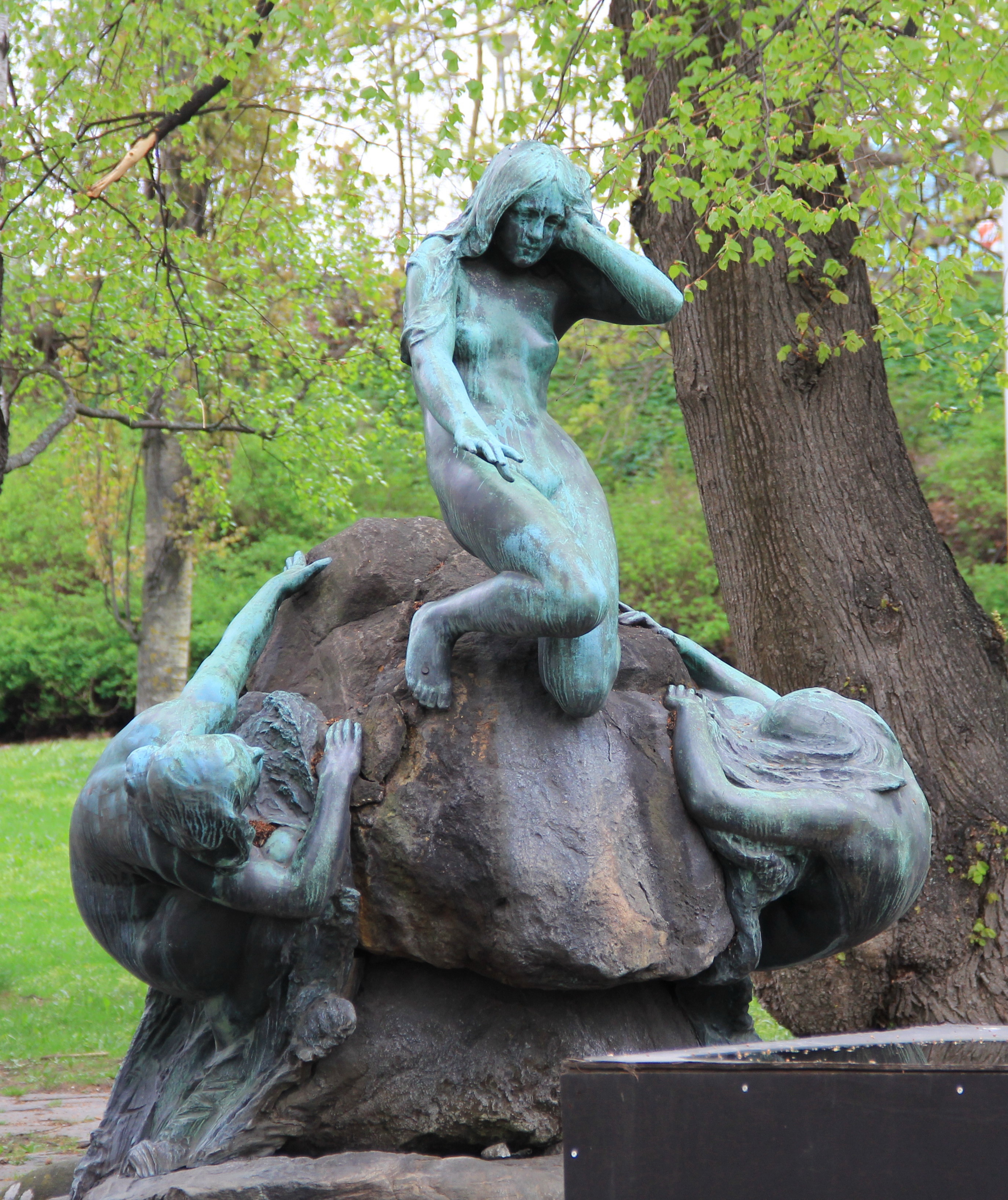